# As-Suwayda (tỉnh)
'As-Suwayda (tiếng Ả Rập: السويداء / ALA-LC: Muḥāfaẓat as-Suwaydā) là tỉnh cực nam trong tỉnh của Syria. Tỉnh có diện tích 5.550 km² và tạo thành một phần của vùng lịch sử Hawran. Tỉnh lị và thành phố chính là as-Suwayda.
Về mặt địa lý, tỉnh bao gồm toàn bộ Jabal al-Druze, và phần phía đông của Lejah, và một phần của thảo nguyên khô cằn phía đông Harrat Ash Shamah. Phía bắc giáp tỉnh Rif Dimashq, phía nam và phía đông giáp tỉnh Mafraq của Jordan, phía tây giáp tỉnh Daraa.

## Nhân khẩu
Theo ước tính năm 2011, tỉnh có khoảng 417.000 cư dân.
Và là tỉnh duy nhất tại Syria có một cộng đồng Druze chiếm đa số. Trên địa bàn tỉnh có một thiểu số đáng kể tín đồ Chính Thống giáo Đông phương và một cộng đồng nhỏ Hồi giáo.
Hầu hết các cư dân sinh sống tại các phần phía tây của tỉnh, đặc biệt là tại sườn phía tây của Jabal ad-Duruz. Trong khi chỉ có bộ tộc du mục Bedouin sống trong khu vực cằn cỗi Harrat Ash Shamah.

## Huyện
Tỉnh được chia thành 3 huyện (manatiq):
- As-Suwayda
- Salkhad
- Shahba'

Các huyện được chia tiếp thành 9 phó huyện (nawahi).
Tỉnh có 3 thành phố: As-Suwayda, Salkhad, Shahba